# Polydaktylie
Polydaktylie je vlastnost určená evoluční fází čtyřnožců, kdy se při přeměně ploutví v končetiny vyvinulo více než dnes běžných pět prstů. Z hlediska soudobé humánní a veterinární medicíny jde o souhrnné označení vrozené vady, jež má za následek větší počet prstů na noze či ruce než je běžné. Často bývá tato vada dědičná. Vyskytuje se velmi často u dětí s Patauovým syndromem. Nejběžnější formou polydaktylie u lidí je šestiprstost.
Veterinární medicína popisuje polydaktylii u psů, koček i ptáků.